# Filialkirche Unserer Lieben Frau am Berg

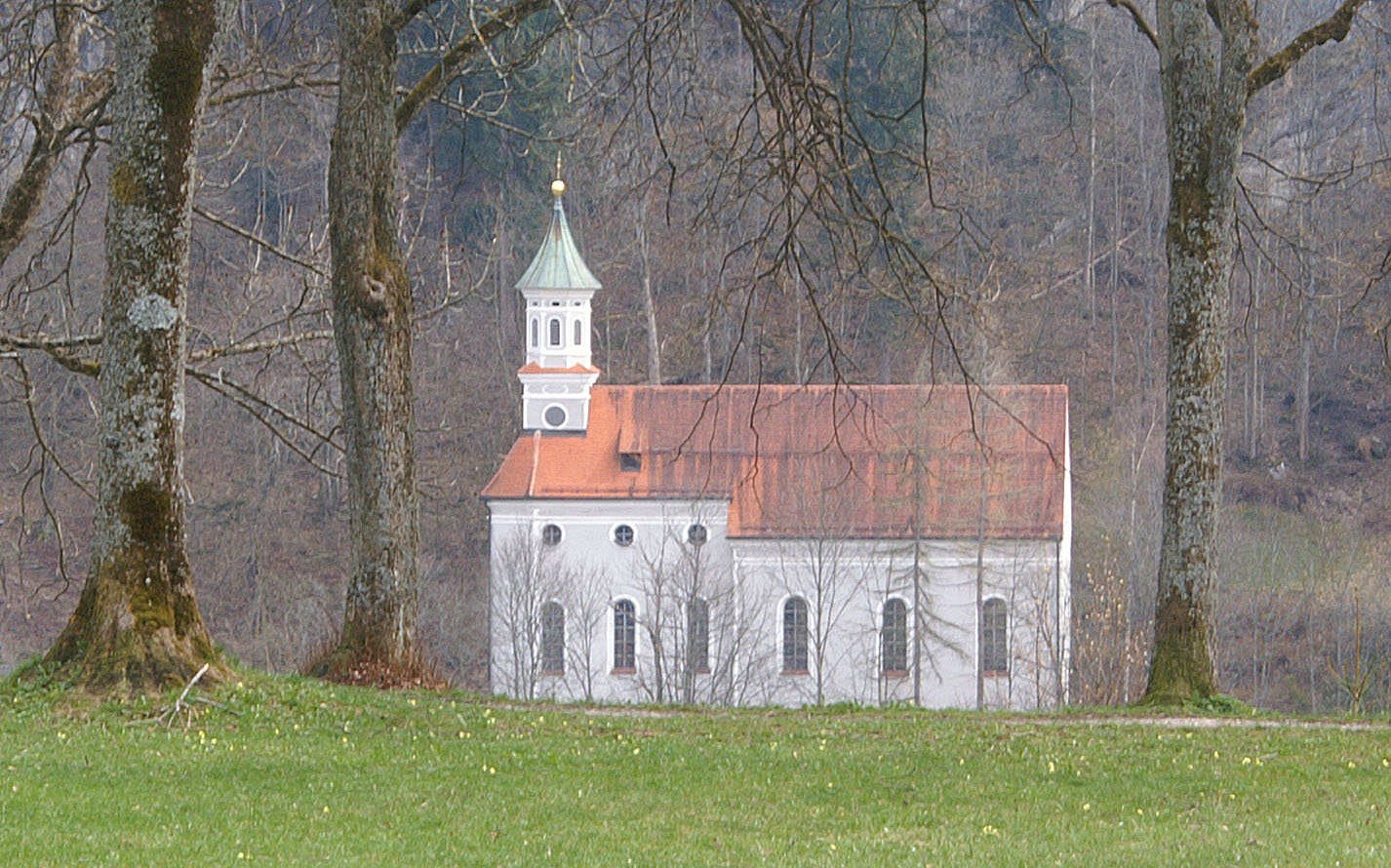
Die Kirche Unserer Lieben Frau am Berg von Norden

Die römisch-katholische Filialkirche Unserer Lieben Frau am Berg in Füssen im Landkreis Ostallgäu in Bayern wurde 1682 erbaut. Die Kirche ist ein geschütztes Baudenkmal.

## Geschichte

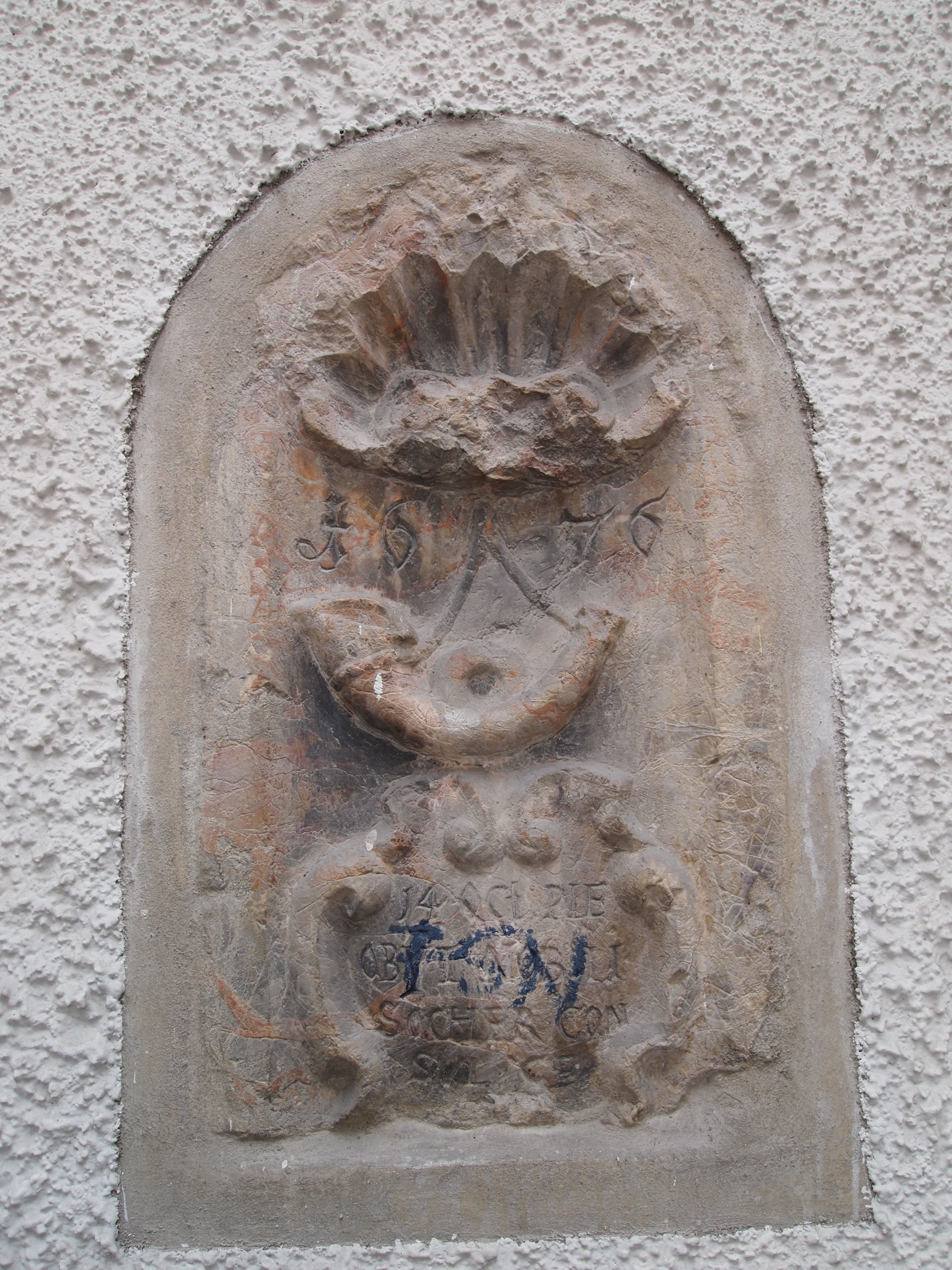
Grabstein aus der Kirche, heute am Postgebäude Füssen, Bahnhofstraße 10

Die Vorgängerkirche wurde vermutlich im vierzehnten Jahrhundert als Kapelle und Friedhof des um das Jahr 1300 errichteten, auf der gegenüberliegenden Straßenseite gelegenen Füssener Leprosenhauses erbaut. Der Name der Kirche könnte auf eine Maria-vom-Berg-Karmel-Kirche hindeuten. 1682/83 wurde die Kirche vom Wessobrunner Baumeister Johann Schmuzer neu gebaut, die Einweihung des Neubaus erfolgte 1685. 1735 wurde von Johann Georg Fischer die Westempore eingebaut. Im östlichen Chorjoch wurde mit einer Zwischenwand eine Sakristei abgetrennt.
Mitte des 19. Jahrhunderts wurde der dreiseitige Schluss als Kapelle am Beginn des um 1840 vom Füssener Stadtpfarrer Johann Baptist Graf angelegten Kreuzwegs auf den Füssener Kalvarienberg umgestaltet. 1968 wurde das ehemalige Leprosenhaus zugunsten einer Straßenverbreiterung abgerissen. 
Um die Kirche war ein inzwischen aufgelassener Friedhof gelegen, der auch als Pestfriedhof genutzt wurde. Von diesem Friedhof stammt der denkmalgeschützte Grabstein des Postmeisters Socher, der jetzt neben dem Eingang des Postamtes Füssen in die Wand eingelassen ist.

## Architektur
Eine Besonderheit war der als Brücke über die Straße eingerichtete Zugang vom Leprosenhaus in die Kirche. Die Brücke ermöglichte den Bewohnern des gegenüberliegenden Leprosenhauses den Zugang in die Kirche, ohne dass diese die Straße betreten mussten. Der inzwischen vermauerte Eingang ist von der Straße aus gut zwei Meter über dem Boden in der Wand des Langhauses unter dem mittleren Langhausfenster erkennbar.
Über dem Kirchenraum ist eine hölzerne Zwischendecke eingezogen. Der so entstandene Raum diente als Schlafraum für Pilger, welche damals in großer Zahl die an der Kirche vorbeiführende Trasse der historischen Via Claudia für die Pilgerfahrt nach Rom nutzten.

## Ausstattung
Die Innenausstattung der Kirche ist von Wessobrunner Baumeister und Stuckateur Johann Schmuzer im Frühbarock mit schweren Akanthusstuckaturen mit Engeln, Muscheln und Fruchtgehängen ausgeführt.

## Orgel
Die Orgel stammt aus dem Jahr 1774 aus der Werkstatt des Füssener Orgelbauers Andreas Jäger. Jäger starb vor der Fertigstellung der Orgel, eventuell wurde der Bau von dem Tiroler Orgelbauer Joseph Anton Weyrather vollendet. Weyrather lässt sich einige Jahre später mit Arbeiten dort nachweisen. Zum Bau der Orgel sind weder Aufträge noch Abrechnungen nachweisbar, dies legt den Schluss nahe, dass der Bau eine Art „Nachbarschaftshilfe“ Jägers war, der nur wenige Meter vom Gotteshaus in der Tiroler Straße wohnte.
Der von Joseph Anton Obermiller bemalte Orgelprospekt ist mit vier Feldern ungewöhnlich, üblicherweise wird eine ungerade Zahl von Feldern verwendet, um mittig eine große Pfeife als Symmetrieachse zu präsentieren. Die Blasebälge sind auf dem Dachboden untergebracht und werden über zwei aus dem Gewölbe herunterhängende Stricke angesteuert. Der Windkanal kommt vom Gewölbe sichtbar herunter. Die ungewöhnliche Konstruktion ist der niedrigen Empore geschuldet, da auf dem Dachboden der Kirche eine Pilgerunterkunft eingerichtet war. Die Orgel hat die Register:
| Manual    |       |
| Gedackt   | 8′    |
| Hohlflöte | 8′    |
| Gamba     | 8′    |
| Quintatön | 8′    |
| Prinzipal | 4′    |
| Mixtur    | 1 ⁄3′ |

| Pedal  |     |
| Subbaß | 16′ |

- Koppel: Man/P.